# 四灣
四灣，是臺灣苗栗縣南庄鄉的一個傳統地域名稱，位於該鄉北部偏西。相較於今日行政區，其範圍大致包含田美村中港溪以西部分、南富村東大半部。

## 歷史
台灣清治末期至日治初期，四灣地區為一街庄，稱為「四灣庄」，隸屬於竹南一堡。該庄西北隔中港溪與北埔庄、崁頂藔庄為界，北邊及東邊北側較大段隔中港溪與田尾庄為界，東邊南側較小段及南邊分別隔中港溪與陸界與南庄為界，西邊為大河底庄、員林庄、大南埔庄。
1901年（日治明治三十四年）11月，全台廢縣廳改設二十廳，該庄隸屬於新竹廳。1909年（明治四十二年）10月，合併二十廳為十二廳，該庄隸屬不變。1920年（大正九年），廢十二廳改設五州二廳，該庄改制為「四灣」大字，隸屬於新竹州竹南郡南庄。
戰後南庄與竹南郡蕃地合併改制為南鄉，隸屬於新竹縣，大字亦改制為村。不久再改名為南庄鄉。1950年桃、竹、苗分治，南庄鄉改隸屬於苗栗縣。

## 聚落
本地區發展較早的聚落有四灣、老社藔、壠門口、菜堂下、坡塘窩、芭蕉湖等，在日治期初期的官方地圖上已有記載。此外，本地區尚有社寮、水龍、細湖頂等聚落。

## 交通
鄉道苗20線又稱「員林獅頭山道」，是下員林至獅頭山的道路，大致以橫向經過四灣地區北部。由該道路向西可前往大南浦、下員林，經省道台3線後止於舊省道路，向東過田美大橋後至縣道124號路口轉北與其共線約150公尺後轉東獨行後，轉東北東再轉西北西可前往獅頭山勸化堂停車場南側並止於獅頭山山門下。
鄉道苗20-1線是大南埔至芎蕉湖的道路，其北側端點位於本地區西北部邊界地帶的鄉道苗20線路口。由此向東南可前往芎蕉湖山區。
鄉道苗20-3線是水龍至桂竹林的道路，其北側端點位於本地區東北部水龍聚落的鄉道苗20線路口。由此向南可前往半山下、菜堂下後轉東南過永興橋出境，可前往桂竹林並止於縣道124號路口。